# لینا (میسیسیپی)
لینا (به انگلیسی: Lena) شهرکی در ایالت میسیسیپی کشور ایالات متحده آمریکا است که جمعیت آن در سرشماری سال ۲۰۱۰ میلادی، ۱۴۸
نفر بوده‌است.